# Andrea Benetti (kunstenaar)
Andrea Benetti (Bologna, 15 januari 1964) is een Italiaanse kunstenaar. Hij is schepper van het Manifest van  de "Arte Neorupestre" ("Neo Cave Art").

## Biografie
Andrea Benetti werd geboren in Bologna in 1964. In 2006 schreef hij zijn manifest over "Neo-Cave Art", dat hij presenteerde op de 53ste Biënnale of Art in Venetië in 2009.
Benetti pleit er in dit manifest voor dat de moderne mens zich laat inspireren door prehistorische kunst en de naar zijn idee daarmee verbonden respectvolle houding jegens de natuur. 
Bentti laat zich in zijn eigen werk met name beïnvloeden door grotschilderingen, die zich kenmerken door gestileerde dierlijke en menselijke vormen. Via een eigen kleurgebruik en bepaalde technieken wil hij een brug slaan tussen deze prehistorische en hedendaagse kunst. Hij gebruikt bijvoorbeeld plantaardige pigmenten en technieken zoals bas-reliëf en graffiti.
Zijn werk is aanwezig in enkele publieke Italiaanse en niet-Italiaanse kunstcollecties (zoals die van de Verenigde Naties, het Vaticaan en het Palazzo del Quirinale), Voorbeelden van tentoonstellingen zijn "Kleuren en geluiden van de oorsprong" (Bologna, Palazzo D'Accursio, 2013), "VR60768 • Anthropomorphic figure" (Rome, Kamer van Afgevaardigden, 2015), "Pater Luminum "(Gallipoli, Civic Museum, 2017) en" Gezichten tegen geweld "(Bologna, Palazzo D 'Accursio, 2017).
In 2020 werd de kunstenaar bekroond met de Gouden Neptunus Award van de stad Bologna.

## Musea en collecties
Particuliere en institutionele musea en kunstcollecties, die werken van Andrea Benetti hebben verworven:
- Kunstcollectie van de Verenigde Naties, New York - Verenigde Staten[1]
- Vaticaanse kunstcollectie - Città del Vaticano[1]
- MACIA - Italiaans museum voor hedendaagse kunst in Amerika - San José, Costa Rica[7]
- Quirinal Art Collection ∙ Italiaans voorzitterschap van de Republiek - Rome, Italië[1]
- Palazzo Montecitorio ∙ Italiaans parlement ∙ Kamer van Afgevaardigden - Rome, Italië[8]
- Universiteit van Ferrara Art Collection - Ferrara, Italië[9]
- Universiteit van Bari Kunstcollectie - Bari, Italië[10]
- Mambo ∙ Museum voor Moderne Kunst Bologna - Bologna, Italië[11]
- Museion ∙ Museum voor Moderne en Hedendaagse Kunst Bolzano - Bolzano, Italië)[12]
- CAMeC - Camec ∙ Centrum voor Moderne en Hedendaagse Kunst - La Spezia, Italië[13]
- FP Michetti Museum - Francavilla al Mare, Italië[14]
- Osvaldo Licini Museum voor Hedendaagse Kunst - Ascoli Piceno, Italië[15]
- Gemeente Lecce Kunstcollectie - Lecce, Italië[16]

## Prijzen
- Deelname aan de LIII Biënnale van Venetië voor de presentatie van het "Manifesto of Neorupestrian Art", 2009[1][17][18]
- Speciale deelname aan de LXI-editie van de F.P. Michelti International Award, 2010[19][20][21]
- Toekenning van de International Excellence Award aan de Universiteit van Bari, 2014[22][23]
- Toekenning van de Gouden Neptunus Award, 2020[24][25]